# Сентмартони, Игнац
Игнац Сентмартоньи (венг. Szentmártonyi Ignác, Игнацие Сентмартони, хорв. Ignacije Szentmartony; 28 октября 1718 – 15 апреля 1793) — венгерско-хорватский священник-иезуит, миссионер, математик, астроном, картограф и исследователь Бразилии.

## Биография
Сентмартони родился в Коттори, Королевство Венгрия (ныне Коториба, Меджимурье, Хорватия), в семье хорватки и венгра. После окончания школы он поступил в орден иезуитов в Вене 27 октября 1735 года. Он изучал теологию в Вене и философию в Граце (Австрия), где также читал лекции по математике. К 1749—1751 годам он прибыл в Лиссабон (Португалия), где получил от Жуана V титул королевского математика и астронома. В этом качестве он стал членом экспедиции, работавшей над проведением границ между португальскими и испанскими колониями в Южной Америке (жертвой чего должны были стать иезуитские редукции в Парагвае).
В 1753 году он отплыл в Бразилию в самое устье реки Амазонки. На основе его исследований Лоренц Каулен составил в том же году карту района Мараньян под названием Mappa Viceprovinciae Societatis Iesu Maragnonii anno MDCCLIII concinnata. Оригинал находится в Библиотеке Эворы в Португалии. Здесь также хранится еще одна карта на основе исследований Сентмартони, Mapa da Ilha do Maranhão, выпущенная в 1757 году. В период с 1754 по 1756 год отец Сентмартоньи принимал участие в экспедициях на Амазонку и Риу-Негру. На основе данных, полученных в результате его систематических астрономических исследований, в 1755 году инженеры Швебель и Штурм составили карту региона под названием Mappa Geographico dos Rios. Это было первоклассное картографическое изображение русла реки, содержащее данные об островах, притоках и поселениях.
Подобно многим другим иезуитам, Сентмартони не боялся критиковать бесчеловечное обращение с коренным населением колонизаторов, которые поспособствовали провалу его экспедиции. Сам он остался миссионером в поселении Ибиражуба недалеко от Пары. Во время антииезуитских гонений министра Помбала в 1760 году он был депортирован вместе с другими преследуемыми иезуитами, заключён в тюрьму. Освобождён только спустя два десятилетия, в 1777 году, благодаря восхождению на португальский престол королевы Марии и вмешательству австрийской императрицы Марии Терезии. Он вернулся в Вену, а оттуда в Хорватию в 1780 году. Однако ещё ранее, в 1773 году, его религиозный орден был расформирован. Сентмартоньи осел у племянника в Чаковце (по-венгерски Чакторня, Csáktornya), а также помогал священнику в соседней Белице (Belicza). Умер в Чакторне в 1793 году.
Он также считается автором Einleitung zur kroatischen Sprahlehre für Teutschen — первой кайкавской грамматики, опубликованной в 1783 году в Вараждине.